# William Tackaert
William Tackaert (* 9. August 1956 in Zele) ist ein ehemaliger belgischer Radrennfahrer.

## Sportliche Laufbahn
Tackaert  war Straßenradsportler. Als Amateur siegte er 1978 in der international stark besetzten Tour of the Cotswolds vor Paul Milnes.
1979 wurde er Berufsfahrer im Radsportteam DAF Trucks-Aida und blieb bis 1987 als Radprofi aktiv. In seiner ersten Saison als Profi gewann er eine Etappe im Rennen Driedaagse van De Panne. 1980 holte er einen Etappensieg im Étoile des Espoirs und gewann das Eintagesrennen Omloop van Wallonië. 1981 konnte er einen Etappensieg im Critérium du Dauphiné verbuchen, 1982 gewann er das Rennen Nokere Koerse vor Ludo De Keulenaer, 1983 den E3 Harelbeke und Mandel–Lys–Escaut, 1984 den Omloop Vlaamse Ardennen, den Grand Prix Frans Melckenbeek sowie eine Etappe der Luxemburg-Rundfahrt. 1985 gewann er Kuurne–Brüssel–Kuurne, eine Etappe im Rennen Driedaagse van De Panne und eine Etappe der Herald Sun Tour. In der Luxemburg-Rundfahrt belegte er hinter Jelle Nijdam den 2. Platz. 1986 gewann er den Grand Prix Lucien Van Impe, dies war sein letzter Sieg als Radprofi.
Im Flèche Wallonne 1984 wurde er Zweiter. Die Tour de France fuhr Tackaert fünfmal. 1980 wurde er 82., 1981 93. der Gesamtwertung. 1979, 1982 und 1983 schied er aus. In der Vuelta a España 1986 schied er aus. In der Tour de Suisse 1984 wurde er 68.